# Bruno Silva (Fußballspieler, 1986)
Bruno César Pereira da Silva, genannt Bruno Silva, (* 3. August 1986 in Nova Lima) ist ein brasilianischer Fußballspieler. Er spielt auf der Position eines zentralen oder defensiven Mittelfeldspielers.

## Karriere
Bruno Silva begann seine Laufbahn beim Villa Nova AC. Hier stand er 2005 erstmals im Profikader. Bis 2007 spielte er dann für unterklassige Klubs aus Minas Gerais. Im Dezember des Jahres unterschrieb er einen Kontrakt beim Avaí FC, für welchen er ab 2008 antreten sollte. Seinen ersten Einsatz soll hier am 10. Mai 2008 am ersten Spieltag der Série B 2008 gehabt haben. In der Partie beim Paraná Clube stand er in der Startelf. In der Meisterschaft erreichte der Klub den dritten Platz und damit die Startberechtigung in der obersten Spielklasse 2009. In der Liga debütierte am Série A 2009 am 16. Mai. Im Spiel beim CR Flamengo wurde er in der 79. Minute für Léo Gago eingewechselt. Nach zwei weiteren Spielen wurde Bruno Silva an den EC Bahia in die Série B 2009 ausgeliehen. Aufgrund guter Leistungen verlängerte Bahia im Dezember die Leihe bis Jahresende 2010. In der Staatsmeisterschaft von Bahia 2010 trat er als Stammkraft an und erreichte mit dem Klub die Finalspiele. Diese gewann der EC Vitória aufgrund der Auswärtstorregel nach 0:1 im Hin- und 2:1 im Rückspiel. Aufgrund von Streitigkeiten mit dem Vorstand von Bahia, verließ Bruno Silva den Klub nach sechs Spielen in der Série B 2010 und kehrte zu Avaí zurück. Ab der Saison 2011 etablierte er sich hier als Startspieler.
Im Dezember 2012 wurde Bruno Silva als Neuzugang des AA Ponte Preta für 2013 bekannt gegeben. Beim Klub aus Campinas erhielt einen Dreijahreskontrakt. Die nächsten zwei Jahre wurden wechselhaft für den Spieler. 2013 bis 15 lief er zunächst Ponte Preta in der Staatsmeisterschaft von São Paulo auf. Zur Austragung der nationalen Meisterschaften ging es für ihn als Leihspieler 2013 Athletico Paranaense in die Série A 2013 und 2014 zu Chapecoense in die Série A 2014 sowie ebenfalls für Chape in die Série A 2015. Zum Jahresanfang 2016 ging es für Bruno Silva als Leihspieler zum Botafogo FR nach Rio de Janeiro.
Zur Saison 2017 wurde der Spieler fest von Botafogo übernommen. Der Kontrakt erhielt eine Laufzeit bis Jahresende 2018. Bruno Silva verließ den Klub aber vorzeitig. Nachdem der Cruzeiro EC bereits im Dezember 2017 Interesse an dem Spieler bekundete, wurde dieser zum Jahresanfang 2018 ein Fakt. Cruzeiro zahlte an Botafogo vier Millionen Real und eine Million an Ponte Preta. Der Vertrag wurde auf drei Jahre befristet. Mit Cruzeiro gewann er im Oktober die Copa do Brasil 2018. In den Finals konnte der SC Corinthians mit 1:0 und 2:0 bezwungen werden. Im gesamten Turnier hatte er zwei Spiele bestritten. Insgesamt kam er über die Rolle eines Reservespielers nicht hinaus und wechselte zu Jahresbeginn 2019 erneut. Bruno Silva ging wieder nach Rio de Janeiro. Im Tausch für Jádson Alves  ging er zum Fluminense FC. Der 33-jährige konnte sich bei Fluminense nicht etablieren und verließ den Klub im August wieder. Deren Konkurrent in der Série A 2019, der SC Internacional aus Porto Alegre, nahm ihn bis Jahresende unter Vertrag. Der Kontrakt enthielt eine Verlängerungsoption um ein Jahr. Diese wurde aber nicht gezogen.
Zu Saisonbeginn 2020 kehrte Bruno Silva zu Avaí zurück. Nach zwischenzeitlichen Vertragsverlängerungen verließ er zum Jahresende 2022 diesen wieder. Seitdem tritt er für unterklassige Klubs an.

## Erfolge
Avaí
- Staatsmeisterschaft von Santa Catarina: 2009, 2012, 2021

Cruzeiro
- Staatsmeisterschaft von Minas Gerais: 2018
- Copa do Brasil: 2018

Auszeichnungen
- Prêmio Craque do Brasileirão: 2017 – Auswahlmannschaft